# 測域センサ
測域センサ（そくいきセンサ、英語: Laser Range Scannerまたは3D scanner）は、空間の物理的な形状データを出力することができる走査型の光波距離計。レーザースキャナーともいう。

## 概要
1軸走査型の測域センサは走査平面上を輪切りしたような形状データを出力するが、この測域センサを更に回転させて2軸走査にすることにより3次元の空間データを得ることもできる。特に3次元データを得る装置を3次元スキャナーともいう。 
測距原理は光波測距儀のように対象からの反射波と光源の参照波の位相のずれを利用したりKinectのようにランダムドットパターンを利用する方法や微小な変異を測定するホログラフィー干渉法や光の飛行時間を測定する飛行時間法が一般的である。位相のずれを測定する方法では明滅周期によって一定の距離毎に位相のずれが0にあるので測定距離に応じて周波数を切り替えるか明滅周期の異なる拡散符号を重畳する。
出力データは方位毎の測距データであり極座標データとなる。
自律移動するロボットにおいて、障害物回避、環境地図作成、自己位置推定、経路計画などのナビゲーションや物体の形状認識などに広く利用されている。
測域センサという用語は2003年頃からロボット研究分野で使われるようになり産業分野にも広がった。
測域センサは人の位置を認識できる環境情報データをセンシングするので、ユビキタス特区など生活空間の知能化に利用されている。
地質学、地震学、リモートセンシングにおいて、レーダーよりも波長が短い特徴を活かして雲の粒子の検出などに利用されている高感度でロングレンジな測域センサを特にLIDARという。
あらかじめ設定したエリア内の物体の有無を判定して出力する測域センサを特に領域センサという。中でも移動体に搭載される領域センサは障害物検知センサと呼ばれ、無人搬送台車や衝突被害軽減ブレーキなどの衝突防止システムに利用されている。

## 絶対座標の情報
センサからのデータは、本質的にセンサと対象物との相対的な距離、方角を表す。そこで、測量分野では、航空機や自動車に装置を搭載し、GPSによりセンサの絶対座標（緯度、経度、標高）を計測し、これを加算することにより、対象物の絶対座標を得る。